# Џема Аткинсон
Џема Луиза Аткинсон (рођена 16. новембра 1984. године) енглеска је глумица и бивши модел.